# Mai Ngọc Căn
Mai Ngọc Căn (1940-2022) là nam diễn viên, đạo diễn, nhà giáo lĩnh vực điện ảnh người Việt Nam.

## Tiểu sử
Mai Ngọc Căn sinh ngày 9 tháng 8 năm 1940 tại phường Đáp Cầu, thành phố Bắc Ninh, tỉnh Bắc Ninh.
Năm 15 tuổi, bố của Mai Ngọc Căn có dự định đưa ông Liên Xô học nhưng không được vì gặp phải một số vấn đề trục trặc, ông trở thành công nhân mỏ Cẩm Phả, Quảng Ninh. Tại đây, ông học được nghề thợ nguội rồi nghề sửa chữa ô tô và bắt đầu yêu thích điện ảnh, được một người thuyết minh phim tại rạp đã gợi ý, ông đã lên Hà Nội thi tuyển làm diễn viên. Mai Ngọc Căn trúng truyển khóa 1 hệ Trung cấp diễn viên trường Ðiện ảnh Việt Nam cùng Trà Giang, Lâm Tới, Ngọc Lan...

## Sự nghiệp

### Diễn viên
Năm 1963, ông tốt nghiệp với bộ phim điện ảnh Khói trắng và làm việc trong sinh hoạt trong Kịch đoàn điện ảnh, tháng 10 cùng năm, ông thực hiện nghĩa vụ quân sự tại Đại đội trinh sát Đặc công của Sư đoàn 350 với tư cách một chiến sĩ công an. Cuối năm 1963, khi tập luyện chuẩn bị sang Lào tham chiến thì ông nhận được lệnh thực hiện nhiệm vũ khác, đó là tham gia bộ phim Trên vĩ tuyến 17, trong phim, ông vào vai binh nhất Công an tên Xuân. Sau bộ phim này, ông được chuyển biên chế từ Đoàn Văn công Công an vũ trang sang Đoàn văn công Bộ đội biên phòng.  và được cử đi học lớp trung cấp đạo diễn vào năm 1968. Khi có đợt tuyển đi Liên Xô để học đạo diễn, ông đã tham gia đi thi và đỗ.

### Công tác giảng dạy
Bắt đầu từ năm 1970, Mai Ngọc Căn học dự bị tại trường Đại học Lomonosov trong năm đầu, sau đó chuyển sang học tại Học viện Sân khấu, Âm nhạc và Điện ảnh Leningrad (LGITMiK) thành phố Saint-Peterburg. Năm 1977, ông về nước, làm việc tại Bộ tư lệnh đồng thời đạo diễn, dựng vở cho 12 đơn vị, đoạt nhiều huy chương vàng và bạc. Năm 1980, trường Đại học sân khấu điện ảnh thành lập, ông chuyển từ quân sự sang dân sự và làm Trưởng phòng Đào tạo kiêm chủ nhiệm lớp diễn viên tại đây, trong các học trò của ông là những nghệ sĩ đã có tên tuổi như diễn viên Chiều Xuân, đạo diễn Khải Hưng và vợ chồng đạo diễn Bùi Thạc Chuyên - diễn viên Tú Oanh.
Ông từng tham gia giảng dạy khóa đạo diễn đầu tiên của Thành phố Hồ Chí Minh với các học trò như Thành Hội, Minh Hạnh, Trường Long, Mỹ Khanh, Mai Hương, Tất My Ly, Thanh Hiệp, Hoàng Thái Quốc. Năm 1989, ông được chuyển lên làm việc tại Cục nghệ thuật biểu diễn được ba tháng thì sang Liên Xô để bảo vệ sau đại họcrồi trở về nước với bằng Thạc sĩ, tiếp tục làm việc tại Cục nghệ thuật biểu diễn. Năm 2000, Mai Ngọc Căn chính thức nghỉ hưu và thường tham gia các bộ phim truyền hình.

### Cuối đời
Năm 2017, Mai Ngọc Căn phát hiện bị ung thư thận và phải cắt bỏ một bên thận và một phần bàng quang, tháng 3 năm 2018 căn bệnh trở nặng và bắt đầu di căn, ngoài ra ông cong phải dùng thuốc chống đông máu và cấy 2 ống stent tim. Vào cuối năm 2018, dù căn bệnh đã đến giai đoạn cuối nhưng Mai Ngọc Căn vẫn tham gia hoàn thành video hài Cưới đi kẻo ế 3.
Năm 2021, Mai Ngọc Căn có tên trong danh sách xét danh hiệu Nghệ sĩ ưu tú trong biên chế của Cục Nghệ thuật biểu diễn, nhưng không đạt danh hiệu. Ông qua đời ngày 2 tháng 11 năm 2022, sau 5 năm chống chọi với căn bệnh.

## Đời tư
Mai Ngọc Căn kết hôn với Tống Thị Thanh Sơn, một nghệ sĩ múa, họ gặp nhau lần đầu vào năm 1966 khi bà mới từ Trung Quốc về nước và cùng công tác trong Đoàn văn công Bộ đội biên phòng. Ông bà kết hôn năm 1967 và có 3 người con, 2 trai và 1 gái. Cuối năm 2016, hai ông bà thực hiện bộ ảnh kỷ niệm 50 năm kết hôn gây ấn tượng mạnh với cộng đồng mạng.

## Vai diễn

### Phim điện ảnh
| Năm  | Tựa đề                    | Vai diễn | Đạo diễn                  | Chú thích |
| ---- | ------------------------- | -------- | ------------------------- | --------- |
| 1963 | Khói trắng                |          | Nguyễn Tiến Lợi, Lê Thiều |           |
| 1965 | Trên vĩ tuyến 17          | Xuân     | Lý Thái Bảo               |           |
| 1966 | Lửa rừng                  | A Sáng   | Phạm Văn Khoa             |           |
| 1966 | Bình minh trên rẻo cao    | Ghin     | Trần Đắc                  |           |
|      | Đội đặc nhiệm nhà C5      | Ông Minh |                           |           |
|      | Tình yêu ở cuối con đường |          |                           |           |
|      | Vòng tròn tình yêu        |          |                           |           |

### Phim truyền hình
| Năm  | Tựa đề                                  | Vai diễn                 | Đạo diễn                                        | Hình thức phim       | Chú thích |
| ---- | --------------------------------------- | ------------------------ | ----------------------------------------------- | -------------------- | --------- |
| 2001 | Mùa lá rụng                             | Ông Thống                | Trần Quốc Trọng                                 | Ngắn tập             |           |
| 2001 | Con nhện xanh                           | Tổng biên tập            | Đỗ Đức Thành                                    | Ngắn tập             |           |
| 2001 | Một người chiếu bóng                    | Ông Tửu                  | Đỗ Chí Hướng                                    | Ngắn tập             |           |
| 2001 | Ngày hè sôi động                        |                          | Trọng Trinh                                     | Ngắn tập             |           |
| 2001 | Phía trước là bầu trời                  |                          | Đỗ Thanh Hải                                    | Ngắn tập             |           |
| 2002 | Xuôi ngược đường trần                   | Ông Tiếng                | Nguyễn Anh Tuấn, Linh Nga                       | Ngắn tập             |           |
| 2002 | Đất và người                            | Ông Hào                  | Nguyễn Hữu Phần và Phạm Thanh Phong             | Dài tập              |           |
| 2002 | Những ngọn nến trong đêm (phần 1)       | Ông Trọng                | Vũ Hồng Sơn, Đỗ Đức Thành, Mai Hồng Phong       | Dài tập              |           |
| 2002 | Mùa cưới                                |                          | Đỗ Minh Tuấn                                    | Điện ảnh truyền hình |           |
| 2002 | Của chìm của nổi                        |                          | Nguyễn Thế Hồng                                 | Ngắn tập             |           |
| 2002 | CSHS: Cổ cồn trắng                      | Chủ hồ câu               |                                                 | Dài tập              |           |
| 2002 | CSHS: Phi đội chuồn chuồn               | Bố của Tá                |                                                 | Dài tập              |           |
| 2003 | Bình minh đỏ                            | Cựu Tần                  | Trần Phương                                     | Ngắn tập             |           |
| 2003 | Người tử tế sa ngã                      | Ông Cần                  | Nguyễn Hữu Phần                                 | Điện ảnh truyền hình |           |
| 2003 | Người đợi ở Pờ Sa                       | Trưởng bản               | Nguyễn Thế Hồng                                 | Điện ảnh truyền hình |           |
| 2004 | Bên ngoài cuộc đời                      |                          | Nguyễn Hữu Phần, Vũ Hồng Sơn                    | Điện ảnh truyền hình |           |
| 2004 | Đường đời                               | Ông Thăng                | Trần Quốc Trọng, Trần Hoài Sơn                  | Dài tập              |           |
| 2004 | Chuyện trầu cau                         | Lão Hạc                  | Nguyễn Thế Hồng                                 | Điện ảnh truyền hình |           |
| 2005 | Con đường gian khổ                      | Ông Trần Thận            | Nguyễn Hữu Phần                                 | Ngắn tập             |           |
| 2005 | CSHS: Bí mật những cuộc đời             | Trung tá Vân             | Nguyễn Hữu Phần, Vũ Hồng Sơn                    | Dài tập              |           |
| 2005 | Hương đất                               | Ông Tôn                  | Trần Quốc Trọng                                 | Dài tập              |           |
| 2006 | Đèn vàng                                | Quốc (phó tổng biên tập) | Mai Hồng Phong                                  | Ngắn tập             |           |
| 2006 | Gió đại ngàn                            | A Páo                    | Đỗ Chí Hướng                                    | Dài tập              |           |
| 2007 | Làng ven đô                             | Tới                      | Đỗ Chí Hướng                                    | Ngắn tập             |           |
| 2008 | Những cánh hoa bay                      | Ông nội Nguyên           | Bùi Huy Thuần                                   | Dài tập              |           |
| 2009 | Chuyện thám tử                          | Ông giáo Hoàn            | Bùi Thọ Thịnh                                   | Ngắn tập             |           |
| 2010 | Nếp nhà                                 | Ông Long                 | Vũ Trường Khoa                                  | Dài tập              |           |
| 2010 | Lều chõng                               | Cụ Năm                   | Nguyễn Thanh Vân                                | Dài tập              |           |
| 2010 | Đội đặc nhiệm (tập 5 - Vụ án cổ vật)    | Giáo sư Văn              | Triệu Tuấn                                      | Ngắn tập             |           |
| 2010 | Bà nội không ăn bánh Pizza              | Ông nội                  | Nguyễn Khải Anh, Bùi Tiến Huy                   | Dài tập              |           |
| 2011 | Lý Công Uẩn: Đường tới thành Thăng Long | Đinh Điền                | Cận Đức Mậu, Tạ Huy Cường                       | Dài tập              |           |
| 2012 | Qua ngày giông bão                      |                          | Đỗ Chí Hướng                                    | Dài tập              |           |
| 2012 | Những đứa con Biệt động Sài Gòn         |                          | Khương Đức Thuận, Đặng Minh Quang, Đỗ Chí Hướng | Dài tập              |           |
| 2014 | Đường lên Điện Biên                     | Ông bố bản Pía           | Bùi Tuấn Dũng                                   | Dài tập              |           |
| 2015 | Màu của tình yêu                        |                          | Mai Hồng Phong                                  | Dài tập              |           |
| 2017 | Nơi ẩn nấp bình yên                     |                          | Nguyễn Đức Hiếu                                 | Dài tập              |           |
| 2017 | Cung đường trắng                        |                          | Đỗ Phú Hải, Đặng Minh Quang                     | Dài tập              |           |
|      | Chuyện kể trước lúc 0 giờ               |                          | Khải Hưng                                       | Kịch (ANTV)          |           |

### Video
| Năm  | Tựa đề                | Vai diễn |                   |       |        |
| ---- | --------------------- | -------- | ----------------- | ----- | ------ |
| 2017 | Giàng ơi... Bản Tò Ca |          | Phạm Trường Giang | video | [ 20 ] |
| 2018 | Cưới đi kẻo ế 3       | ông Cẩm  | Khải Hưng         | video | [ 13 ] |